# Calendrier de l'Égypte antique
Le calendrier de l'Égypte antique (également appelé calendrier nilotique) était basé sur les fluctuations annuelles du Nil et avait pour objectif la régulation des travaux agricoles au cours de l'année. Les Égyptiens auraient défini l'année comme « le temps nécessaire pour une récolte ». L'hiéroglyphe signifiant « année » (renpet) représenterait une jeune pousse avec un bourgeon.
Ce calendrier serait apparu au début du troisième millénaire avant notre ère ; il serait donc le premier calendrier solaire connu de l'histoire. Il aurait été utilisé au temps de Chepseskaf, pharaon de la IVe dynastie. Les textes des pyramides mentionneraient déjà l'existence du jour additionnel. Le papyrus Rhind serait le premier texte égyptien à mentionner les 365 jours de l'année civile égyptienne.

## Descriptif
Le calendrier égyptien était basé sur le cycle solaire et la récurrence annuelle du lever héliaque de Sirius ainsi que la crue du Nil, aux alentours du solstice d'été du calendrier grégorien, peu après la « fête de la Goutte, ou Nocta ». L'année était divisée en trois saisons en fonction de la crue du Nil et de son impact sur l'environnement :
| SA · x · t |

| SA · x · t |

| pr · r | t · ra |

| pr · r | t · ra |

| S | mw | ra |

| S | mw | ra |

Les douze mois étaient groupés en trois saisons de quatre mois : les tétraménies :
- la première (sha) correspondait au début de l'inondation du Nil, qui, astronomiquement, coïncidait avec le lever héliaque de l'étoile Sirius (Sothis) ;
- la  seconde (per) était celle des semailles ;
- la troisième (shemou) était celle des moissons[2].

Ce calendrier était loin d'être parfait ; il restait « vague », car l'année s'y trouvait plus courte d'un quart de jour, ce que les Égyptiens n'ignoraient pas. Cependant, malgré son incommodité, il fut conservé sous la pression des traditions pendant plusieurs millénaires. Le besoin d'intercaler un jour tous les quatre ans se fit néanmoins sentir en 238 avant notre ère, sous Ptolémée III Évergète (246 à 222), motivant un décret qui précisait : « Pour que les saisons se succèdent d'après une règle absolue et conformément à l'ordre du monde, un jour supplémentaire sera intercalé tous les quatre ans entre les cinq jours épagomènes et le nouvel an ».
Pour obtenir l'année solaire de 365 jours, on a ajouté aux 360 jours cinq jours épagomènes à la fin du calendrier, entre le dernier jour de la saison Shemou et le premier jour de la saison Akhet. Ces jours épagomènes auraient été considérés comme jours de naissance des grands dieux d’État qui étaient, dans l'ordre, Osiris, Horus l'Ancien, Seth, Isis et Nephtys.
Chaque mois était découpé en trois périodes de dix jours, les décades. Les journées avaient une durée de vingt-quatre heures[réf. nécessaire].
L'année de la création de ce calendrier, le premier jour de la saison Akhet correspondait approximativement au début de l’inondation. Pour les Égyptiens, la montée des eaux était un évènement majeur : d’une part, elle mettait fin à la saison sèche, et d’autre part, la qualité des récoltes dépendait de son importance : une crue trop faible pouvant entraîner une famine alors qu'une crue trop forte pouvait causer des inondations dévastatrices. La montée des eaux intervenait peu de temps après le lever héliaque de l'étoile Sothis (Sirius) dans le ciel égyptien. L'apparition de l'étoile constituait un repère indispensable pour le paysan égyptien qui ne pouvait se fier au calendrier civil en raison d’un décalage de plus en plus important au fil des années entre l’année civile de 365 jours et l’année solaire, année de 365 jours 1/4. Ce décalage était donc d’environ un jour tous les quatre ans. Cependant, tous les 1 460 ans, il y avait à nouveau concordance entre les  calendriers civil et solaire, le lever héliaque de Sothis coïncidant de nouveau avec le premier jour de la saison Akhet. Cette période de 1 460 ans est appelée période sothiaque par les astronomes ; elle permet d’établir la chronologie de l’histoire pharaonique, car les Égyptiens ignoraient les dates absolues. Quelques documents mentionnent à quels moments de l'année civile a eu lieu le lever héliaque de l'étoile Sothis (dont un noté au début du Nouvel Empire). Par des calculs astronomiques, on peut définir au jour près le moment du calendrier où le lever héliaque a eu lieu, mais ce système ne fonctionne que si le calendrier égyptien n'a pas connu de réformes. De plus, selon la latitude d'observation, le lever ne se fera pas au même moment.
Avant même l'époque où, grâce à Champollion, on a pu lire les hiéroglyphes, on connaissait l'existence de cette période de 1 460 ans :
- Censorinus affirme qu'en l'an 139, le jour du lever de Sirius tombait le « 1er Thôt » et qu'alors débutait une période qu'il appelle « Grande Année » ; Censorinus en déduit donc les dates des autres concordances = 139, -1321, -2781, -4241, etc..
- L'astronome Théon de Smyrne écrit que « du pharaon Ménophrès jusqu'au début du règne de Dioclétien (284), il s'est passé 1605 ans » ; en ôtant 1605 de 284, on obtient -1321, date qu'il donne comme le commencement d'une période sothiaque.

Par la suite, on a trouvé la mention de cette période de 1460 ans sur d'autres documents :
- Sur le décret de Canope, découvert en 1865 par Lepsius et étudié par Parker, on y lit qu'en l'an 9 de Ptolémée III Évergète, donc en 238 avant notre ère, le lever héliaque de Sirius tombait le premier jour du 2e mois de šmw.
- Au verso du papyrus médical Ebers, on trouve un calendrier qui donne une date sothiaque et une liste de fêtes associées.

Les astronomes grecs empruntèrent leur calendrier civil aux Égyptiens et, avec quelques modifications, il fut utilisé jusqu'à la fin du Moyen Âge.

## Les mois de l'année à l'époque des Ptolémées
Les douze mois de l'année, à l'époque des Ptolémées sont : 
| Saison | Mois                                                                               |
| ------ | ---------------------------------------------------------------------------------- |
| Akhet  | 19 juillet au 17 août : Thout (Thot) ou (Djehouty)                                 |
| Akhet  | 18 août au 16 septembre : Phaophi (Pa n Ipt, celui de Karnak, Amon)                |
| Akhet  | 17 septembre au 16 octobre : Athyr (Hathor) ou (Hout Horo)                         |
| Akhet  | 17 octobre au 15 novembre : Khoiak (kA Hr kA)                                      |
| Peret  | 16 novembre au 15 décembre : Tybi (tA aAbt, l'offrande)                            |
| Peret  | 16 décembre au 14 janvier : Méchir ou Mekhir (pA n mxrw, celui de Mekher)          |
| Peret  | 15 janvier au 13 février : Phaminoth ou Phamenoth (pA n ImnHtp, celui d'Amenhotep) |
| Peret  | 14 février au 15 mars : Pharmouti (pA n Rnnwtt, celui de Rennoutet)                |
| Chémou | 16 mars au 14 avril : Pachon ou Pakhon (pA n xnsw, celui de Khonsou)               |
| Chémou | 15 avril au 14 mai : Payni (pA n int, celui du ouadi)                              |
| Chémou | 15 mai au 13 juin : Epiphi ou Epiph (ip ipi, fête de Ipipi)                        |
| Chémou | 14 juin au 13 juillet : Mésori ou Mesore (mswt Ra, naissance de Rê le 19)          |

Les jours épagomènes du 14 au 18 juillet étaient considérés comme jours de naissance des grands dieux d’État qu'étaient, dans l'ordre, Osiris, Horus l'Ancien, Seth, Isis et Nephtys.
Dans l'Antiquité tardive, au temps de Cyrille d'Alexandrie dont nous avons les Lettres festales, envoyées chaque année pour annoncer la date de Pâques et du début du Carême, entre 414 et 442, on constate qu'en gros le mois de Méchir correspond à février, le mois de Phamenoth à mars (commençant le 5 mars), et le  mois de Pharmouthi à avril (commençant cinq jours avant avril).

## L'étoile Sirius (Sothis, Sépédet, Sopdet)
Le plafond du Ramesséum de Ramsès II indique que l'étoile Isis-Sépédet (Sothis) et son lever héliaque annonçait l’arrivée de la crue et marquait le début de l’année égyptienne. Certains transcrivent Sépédet par Sopdet.
Le zodiaque de Dendérah (daté de l'époque ptolémaïque, autour de 50 avant notre ère) représente l'étoile Sirius-Sothis sous la forme d'un bovidé. Par rapport au cercle extérieur, elle se place au-dessus du personnage correspondant au premier décan. Certains y voient le dieu Rê.

## Date actuelle dans le calendrier nilotique
| Calendrier nilotique de l’Égypte antiqueSaison Peret Mois de PharmoutiJour 29 |

## Les mois de l'année après Auguste
Depuis la réforme d'Auguste, le début de l'année égyptienne, 1er thout, est resté invariablement fixé au 29 août (30 août aux années qui suivent le jour intercalaire). Les noms égyptiens des mois ont été conservés [...] par les chrétiens. [...] Les Éthiopiens, en recevant d'Alexandrie la religion chrétienne, reçurent aussi son calendrier ecclésiastique, mais gardèrent les noms de leurs mois, en y ajoutant les Pagomaen (épagomènes). Les dates juliennes entre parenthèses sont pour les années qui suivent le jour intercalaire.
| dates           | noms égyptiens | noms coptes  | noms arabes | noms éthiopiens |
| --------------- | -------------- | ------------ | ----------- | --------------- |
| 29/30 août      | Thout          | Thot         | Tût         | Maschierem      |
| 28/29 septembre | Phaophi        | Paopi        | Babeh       | Techemti        |
| 28/29 octobre   | Athyr          | Athor        | Hatûr       | Hedàr           |
| 27/28 novembre  | Khoiak         | Koiak        | Kijhak      | Thahasas        |
| 27/28 décembre  | Tybi           | Tobi         | Tûbeh       | Teri            |
| 26/27 janvier   | Méchir         | Mechir       | Amshir      | Jecatit         |
| 25/26 février   | Phaminoth      | Phamenot     | Barmâhat    | Megabit         |
| 27 mars         | Pharmouti      | Pharmuti     | Barmûdeh    | Miazà           |
| 26 avril        | Pachon         | Pachons      | Bashnas     | Ghembot         |
| 26 mai          | Payni          | Paoni        | Baûneh      | Senè            |
| 25 juin         | Epiphi         | Epip         | Abib        | Hamlè           |
| 25 juillet      | Mésori         | Mesori       | Mesri       | Nehasie         |
| 24-28/29 août   | Epagomenai     | Piabotenkagi | Abûgomen    | Pagomaen        |